# Eva Holubová
Eva Holubová (* 7. března 1959 Praha) je česká herečka, která byla v roce 2000 oceněna Českým lvem za herecký výkon ve vedlejší roli ve filmu Ene bene.

## Život
Od studií na DAMU se přátelí s Ivanou Chýlkovou, společně hrají například ve hře Nahniličko v pražském Divadle Kalich. S Janem Krausem vydala knihu Pravdu, prosím!.
V současnosti moderuje televizní pořad Futuroskop.
Má manžela Miroslava a dvojčata Karolínu Holubovou a Adama Holuba. Děti Adam a Karolína uvádějí vědecko–technický cyklus.
Holubová trpí endogenními depresemi, které byly podle ní důvodem jejího alkoholismu. Podle svých tvrzení v roce 2006 se ze své závislosti na alkoholu vyléčila. V roce 2019 v rozhovoru potvrdila svá soužení, mimo jiné i obavy z průběhu války proti Islámskému státu, s odvoláním na syrskou rodinu Marthy Issové, kvůli kterým navštěvovala vojenského psychologa.
Založila a sama aktivně provozuje svůj instagramový profil, jenž v roce 2022 měl přes 232 tis. sledujících.

## Veřejná činnost
Angažuje se v charitativní oblasti a v politickém dění, například v předvolební kampani roku 2009 podpořila Stranu zelených.
V roce 2008 v rozhovoru pro televizi Z1 prohlásila, že celá Praha mluví o tom, že Václav Klaus je homosexuál, že se mu říká „Kikina“, ale že pro média je to tabu. Pro tento výrok byla kritizována Klausovým tajemníkem Ladislavem Jaklem. Kancléř Petr Hájek výrok Holubové označil za velmi sprostý výkřik, který urážel nikoli prezidenta Klause, ale menšinu homosexuálních občanů. Kriticky se k výroku Holubové vyjádřili také novináři Jaroslav Plesl a Zbyněk Petráček, či politický komentátor Bohumil Doležal. V roce 2011 podobnou spekulaci o Klausově homosexualitě vyslovil i šéfredaktor gay magazínu Lui Jakub Starý.
Dne 15. února 2014 vstoupila do Liberálně ekologické strany, na jejím ustavujícím sněmu vystoupila s projevem, jímž se vymezila proti „Lukoilu na Pražském hradě“.[zdroj⁠?!]
V červnu 2019 se zúčastnila demonstrací Milion chvilek pro demokracii v Praze proti Babišově vládě.

## Ocenění
Je držitelkou Českého lva z roku 2000 za nejlepší ženský herecký výkon ve vedlejší roli ve filmu Ene bene. V letech 1997, 1999 a 2005 byla na tuto cenu nominována za nejlepší ženský herecký výkon v hlavní roli ve filmech Knoflíkáři, Pelíšky a Skřítek.
Za výkon ve filmu Účastníci zájezdu získala ocenění „nejlepší herecký výkon“ na festivalu Tribeca 2006 v New Yorku.

## Filmografie

### Televizní role
- Písničkáři k volbám aneb Boj o hlasy voličů (1994)
- Historky od krbu (seriál, 1994) – Boženka, manželka prezidenta
- Kde padají hvězdy (seriál, 1995) – Kukalová
- Draculův švagr (seriál, 1996) – Svatava
- Bubu a Filip (seriál, 1996) – učitelka
- Pravdivý příběh Antonie Pařízkové, lehké holky s dobrým srdcem (2000)
- Případy detektivní kanceláře Ostrozrak (seriál, 2000) – Salaquardová
- Duch český (seriál, 2000)
- To jsem z toho jelen aneb Poslední učitel v Čechách (seriál, 2000)
- Karlínská balada (2001)
- Americké metody (2001)
- Seznamovací poradna (2001)
- Prezentace (2001)
- Skříň (2001)
- První číslo (2001)
- Svatá noc (2001)
- Na psí knížku (2002) – Hrabětová
- Náves (seriál, 2006) – Plívová
- Blonďák (2006)
- Cukrárna (2010)
- Pustina (seriál, 2016) – Vašíčková
- Dáma a Král (seriál, 2018) – Simona Braunová
- Přijela pouť (seriál, 2019)
- Pouť: Rozjetý devadesátky (seriál, 2019) – Dubová
- Občanka (seriál, 2019)
- Slunečná (seriál, 2020) – sekretářka Hana Schwartzmüllerová

### Filmové role
- Kopretiny pro zámeckou paní (1981) – Hanka
- To můj Láďa... (1981)
- Skleněný dům (1981) – Pavlíkova matka
- Co je vám, doktore? (1984) – sestra
- Tichá radosť (1985) – Jana
- Páni Edisoni (1987) – učitelka
- Pražská 5, 1. Směr Karlštejn (1988) – matka
- Příběh '88 (1989) – Helena
- Čas sluhů (1989) – Bohunka
- Vojtěch, řečený sirotek (1989) – Marie
- Kouř (1990) – Běhalová Liduška
- Obecná škola (1991) – Čejková
- Requiem pro panenku (1991) – Krocová
- UŽ (1995) – velitelova manželka
- Knoflíkáři (1997) – žena muže, který nepřispěl
- Pasti, pasti, pastičky (1998) – Anna
- Čas dluhů (1998) – Bohunka
- Hanele (1998) – Ester Fuxová
- Pelíšky (1999) – učitelka Eva
- Ene bene (2000) – Květa Laskoňová
- Cesta z města (2000) – Vlastička
- Anděl Exit (2000) – Machatová
- Waterloo po česku (2002) – 2. Divoká
- Z města cesta (2002)
- Čert ví proč (2003) – Matylda
- Pupendo (2003) – Alena Márová
- Mazaný Filip (2003) – Tornádo You
- Skřítek (2005) – matka
- Jak se krotí krokodýli (2005) – Jitka Bobulová
- Hráč (2006)
- Účastníci zájezdu (2006) – matka Jolany
- Hádej, kdo jsem! (2007)
- Gympl (2007) – ředitelka školy
- Taková normální rodinka (film) (2008) – paní Hanáková
- Operace Dunaj (2009) – Andrea Čapková
- Líbáš jako Bůh (2009) – Bohunka
- Doktor od jezera hrochů (2010) – tchyně Marie Košvancová
- Odcházení (2011) – Monika
- Autopohádky (2011) – Budařová
- Líbáš jako ďábel (2012) – Bohunka
- Cesta do lesa (2012) – lesní dělnice Vlasta Papošová
- Hodinový manžel (2014) – lékařka Eliška
- Manžel na hodinu (2016) – Eliška
- Jak básníci čekají na zázrak (2016) – vrchní sestra Vojtěcha
- Instalatér z Tuchlovic (2016) – mamka Cafourková
- Tátova volha (2018) – Vlasta
- Ten, kdo tě miloval (2018) – tchyně
- Dvě nevěsty a jedna svatba (2018) – máma Palečková
- Teroristka (2019) – Eva Součková
- Anna (2019)
- Případ mrtvého nebožtíka (2020)
- Cesta domů (2021) – Vlasta Papošová
- Přání Ježíškovi (2021)
- Gump – pes, který naučil lidi žít (2021)
- Střídavka (2022)
- Přání k narozeninám (2022)
- Zablácené boty (2023)
- A máme, co jsme chtěli (2023) – Amália Varchal
- Bez trenek (2025) – bývalá striptérka Duffne